# Вержбицкий, Фёдор Михайлович
Фёдор Михайлович Вержбицкий (19 мая 1846 — 6 марта 1919, Петроград) — русский архитектор. Автор проекта типовой воинской церкви (1901), по которому на территории России было построено 66 храмов. Среди них — храм Благовещения Пресвятой Богородицы в Сокольниках, Никольская церковь (Барнаул), Кафедральный собор Святых Жен-Мироносиц (Баку), Храм Покрова Пресвятой Богородицы (Ереван), Храм Александра Невского (Термез) (совместно с Ф. В. Смирновым), церковь Покрова Божией Матери (Либава).

## Биография
Родился 19 мая 1846 года. Учился в нежинской гимназии. В 1871 году окончил полный курс наук в Петербургском строительном училище со званием архитекторского помощника и правом на чин XII класса. Был определён на службу в министерство внутренних дел с 9 июня 1871 года, с откомандированием для занятий в Техническо-строительный комитет Министерства внутренних дел. Уже 27 сентября того же года он был утверждён в чине губернского секретаря; 13 июня 1872 года назначен младшим инженером строительного отделения Виленского губернского правления и на этой должности находился до 14 мая 1875 года. С 1877 по 1882 год служил в полтавском губернском земстве в качестве техника при городской управе.
С 31 января 1891 года определён в Техническо-строительный комитет, а 11 августа того же года был назначен техником в канцелярию комиссии по устройству казарм. С 22 сентября 1896 года — коллежский асессор, с 6 декабря 1906 года — статский советник. Имел награды: ордена Святого Станислава 2-й степени (1909).
Умер 6 марта 1919 в Петрограде.

## Семья
С 12 ноября 1906 года женат на Анне Васильевне Каплун (1866—?).

## Проекты

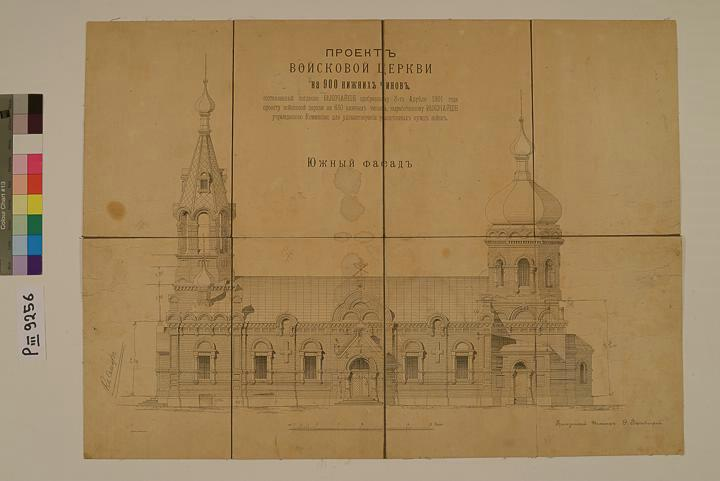
Проект типовой полковой церкви.

Основным вкладом Вержбицкого в русскую архитектуру стал проект типовой воинской церкви (военного храма), утверждённый строительной комиссией в 1901 году. Заказчиком проекта был военный министр А. Н. Куропаткин. По данному проекту с 1901 по 1917 годы было построено 66 храмов в различных городах Российской империи, в том числе:
- Петергоф — Церковь Святой Великомученицы Анастасии (1902—1903). Вместимость — до 1 000 человек.
- Термез — Церковь 9-го Туркестанского стрелкового полка в честь Алексия, человека Божия (1904—1905). Вместимость — до 1 500 человек.
- Верный (ныне Алма-Ата) — Церковь 20-го Туркестанского стрелкового полка во имя Святого Алексия, Митрополита Московского (1905—1906). Вместимость — до 1 000 человек.
- Скобелев (ныне Фергана) — Церковь 7-го Туркестанского стрелкового полка во имя Святого Николая Чудотворца (1906—1907). Вместимость — до 1 500 человек.
- Керки — Церковь при Управлении 5-й Туркестанской стрелковой бригады (1899—1901).
- Кушка (ныне Серхетабад) — Церковь 15-го Туркестанского стрелкового полка во имя Святого Николая Чудотворца (1907—1908). Вместимость — до 1 000 человек.
- Самарканд — Церковь всех святых в земле Самаркандской просиявших (1909—1911). В 1910 году изменено название на Церковь во имя Святого Алексия, Митрополита Московского. Вместимость — до 1 500 человек.
- Чарджуй (ныне Туркменабад) — Церковь 6-го Туркестанского стрелкового полка во имя Святого Николая Чудотворца (1908—1910). Вместимость — до 1 100 человек.
- Ош — Военно-местная церковь во имя Св. Архистратига Михаила (1910)
- Баку — Кафедральный собор Святых Жён-Мироносиц; первоначально — храм 206-го пехотного Сальянского полка (до 1910 года именовавшегося 262-м пехотным) (1908—1909).
- Эривань (ныне Ереван) — Церковь Покрова Пресвятой Богородицы 1-го Полтавского полка Кубанского казачьего войска (1913—1916).
- Барнаул — Церковь Святого Николая Чудотворца (1904—1906).
- Москва — Церковь Благовещения Пресвятой Богородицы при казармах Сапёрного батальона (1903—1906).
- Псков — Церковь Святого Александра Невского 96-го Омского пехотного полка (1907—1908).
- Екатеринослав (ныне Днепр) — Церковь Воздвижения Креста Господня 133-го Симферопольского пехотного полка (1911—1912).
- Владимир-Волынский — Церковь Владимирской иконы Божией Матери[укр.] 68-го Лейб-пехотного Бородинского Александра III полка (1908).
- Варшава — Церковь Петра и Павла лейб-гвардии Кексгольмского полка (1902—1904).
- Ново-Александрия (ныне Пулавы) — Церковь Троицы Живоначальной[пол.] 71-го Белёвского пехотного полка (1909).
- Либава (ныне Лиепая) — Церковь Покрова Пресвятой Богородицы 113-го Старорусского пехотного полка (1905).
- Тверь — Церковь Иконы Божией Матери Владимирской 1-го Московского лейб-драгунского полка (1904).
- Кяхта — Церковь Архангела Михаила в Красных Казармах 20-го Сибирского стрелкового полка (1912).
- Шавли (ныне Шауляй) — Церковь Николая Чудотворца[нем.].
- Карс — Церковь Александра Невского[тур.] 154-го Дербентского пехотного полка (1908).
- Александрополь (ныне Гюмри) — Церковь Богоявления Господня (ныне Святителя Арсения Сербского) 153-го Бакинского пехотного полка (1910).

Храмы типового проекта строились из кирпича в едином русском стиле. Здания во всех случаях обладали прямоугольной формой и увенчивались двумя главами. Первая глава обладала меньшей высотой, располагалась над алтарём и увенчивалась луковичным куполом. Вторая глава, более высокая, располагалась над входом в церковь и служила колокольней. С боков располагались северный и южный дополнительные выходы. Алтарный притвор располагался в более низкой пристройке. При этом в рамках проекта варьировались площадь здания, высота глав и форма архитектурных элементов, а единого стандарта внутреннего убранства не предусматривалось вообще.
Некоторые храмы на территории Туркестанского военного округа (например, в Термезе, Скобелеве или Самарканде) строились по модифицированному проекту, разработанному вместе с Фёдором Смирновым.